# Xamacocos
Els xamacocos, ybytosos o yshyr (='persones', llegiu [ɨʃɨɾ]) segons es denominen a si mateixos, escrit en alguns textos iśir, ishiro, öshör, ïsïrï, també coneguts com a jeywo, són un poble indígena del Chaco Boreal que en Paraguai habita el departament de l'Alt Paraguai al costat de la costa del riu Paraguai, juntament amb petits grups que han emigrat a altres departaments, i al Brasil existeix un petit grup autòcton (40 en 1994) a la Reserva Indígena Kadiwéu de l'estat de Mato Grosso del Sud.
Els tomárahos (autodenominats yshyr tomáraho) són un subgrup dels xamacocos que viuen a la comunitat Puerto María Elena-Pitiantuta del districte Fuerte Olimpo. Parlen el seu propi dialecte i s'han diferenciat culturalment dels yshyr ybytoso que formen el grup principal, per la qual cosa la Direcció General d'Estadística, Enquestes i Censos (DGEEC) del Paraguai els classifica com una ètnia separada.

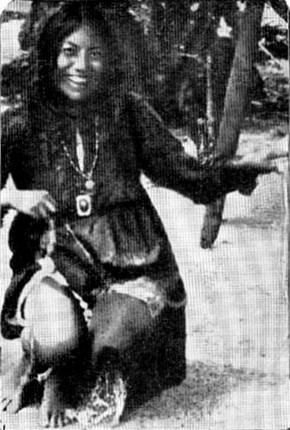
Noia xamacoco

## Història
Diversos grups yshyr vivien en el Chaco en el segle xix, tant a l'interior del territori, com assentats en les ribes del riu Paraguai. Els ybytosos (o ebitosos) durant segles han viscut al llarg del riu Paraguai; els tomárahos, habitaven l'interior del Gran Chaco i fins a la dècada de 1970 es creia que eren hostils.
Durant la guerra del Chaco (1932-1935), els yshyr van ajudar els soldats paraguaians en la lluita contra els bolivians, però quan va acabar la guerra, van perdre els seus territoris i van haver de negociar la seva supervivència ètnica amb els colons i nous terratinents paraguaians.
Els tomárahos supervivents vivien en esclavitud en el remot campament de San Carlos i estaven morint de malaltia, abandó i fam. En romandre en el bosc, apartats de la influència dels paraguaians i els missioners -al cost de la gairebé extinció- els tomárahos van ser capaços de preservar una gran quantitat dels seus mites i cerimònies tradicionals.
«Ara el nostre territori és el de l'empresa, vivim allí, però no és la nostra terra, ja no pertany a nosaltres i s'ha convertit en un lloc enemic que ens està matant. Abans eramos valents i forts, però la convivència amb els paraguaians ens ha domesticat». Va atestar un home tomáraho que a penes sobrevivia, malalt i desnodrit, treballant en els grans latifundis fusters d'explotació de taní coneguts com a Campos de Carlos Casado.
El primer contacte dels tomárahos amb els ybytosos va ser en 1981, quan Bruno Barras i Guillermo Mallero, yshyr de Fuerte Olimpo, es dirigiren a San Carlos per dur a terme el primer Censo Indígena Nacional. Quan Ticio Escobar va visitar als tomárahos en 1985 sumaven només 87 persones. No obstant això, mentre que els ybytosos havien abandonat els seus rituals, com a resultat de la influència dels missioners evangèlics pertanyents a la Missió Noves Tribus, els tomárahos encara practicaven la cerimònia d'iniciació dels púbers i havien mantingut un coneixement detallat dels mites i el xamanisme.
Aquests grups estan avui a la vora de la desaparició a causa de la pobresa derivada de la transformació del seu hàbitat, la degradació dels recursos naturals, i la pressió de l'expansió de l'activitat econòmica. Els joves emigren cap a les ciutats de Paraguai i el Brasil, abandonant els seus costums i moltes vegades negant el seu origen per a evitar ser víctimes de discriminació.
En 2009, només tres comunitats de ybytosos comptaven amb personería jurídica i terra pròpia; la comunitat tomáraho posseeix personería jurídica i terres assignades sense títol de propietat (DGEEC, 2004) amb un total de 25 828 hectàrees. Les poblacions més nombroses es troben a Puerto Diana i a Puerto Esperanza, la més petita a Puerto Caballo.
Els yshyr subsisteixen precàriament trobant manteniment en el cultiu de mandioca, moniatos, fesols, blat de moro, carabassa i síndria. També cacen, pesquen i recol·lecten mel i palmes carandá, i obtenen algun ingrés de la confecció d'artesanies per la seva venda.
Grups de yshyr dissidents, coneguts com «yacareceros», es dediquen a la caça furtiva del yacaré, activitat prohibida, «Contingents de quinze a vint homes que parteixen en canoes riu amunt, i s'internen pels banyats del riu Negro. Allí cacen durant un mes, dormint en els seus pots i exposats a tots els perills: els guàrdies forestals brasilers, la majoria ex convictes, disparen a matar abans de preguntar res».

## Població

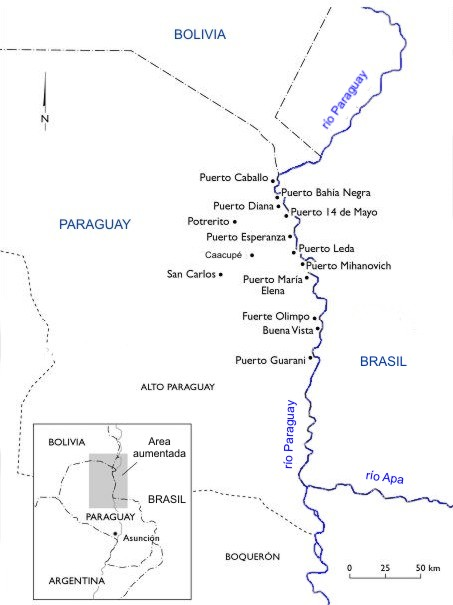
Mapa de poblacions a l'Alto Paraguay.

Segons el cens de 2002 la població yshyr a Paraguai que es va autoreconèixer com chamacoco era de 1571 persones, principalment situades en el districte de Fuerte Olimpo a l'Alto Paraguai, sent el major grup emigrat el que es troba al districte Ygatimí del departament Central (85 en 2002).
D'acord amb dades del Instituto Socioambiental (ISA), al Brasil, el 1994, habitaven 40 individus de l'ètnia en la Reserva Indígena Kadiwéu.
Els yshyr van ser desplaçats de les seves terres i reubicats pel Institut Nacional de l'Indígena del Paraguai (INDI) confinant-los a petites àrees riberenques en la dècada de 1980. En 1986 els tomárahos van ser mudats de San Carlos a Potrerito, a terres pertanyents als ybytosos, i més tard se'ls van donar terres en María Elena.
D'acord amb els resultats del III Cens Nacional de Població i Habitatges per a Pobles Indígenes de 2012 a Paraguai viuen 1.824 ybytosos, dels quals 1.481 al departament d'Alt Paraguai i 343 a Asunción i al departament Central.

## Organització social.
La família estesa, comprenent pares, fills, esposes dels fills i els seus fills, vivia junta. Al seu torn les cases s'agrupaven per clans totèmics, els quals estaven una mica més separats entre si.
El llogaret tradicional (Lut) s'organitzava amb forma de medialuna, amb una de les seves puntes orientada cap al Nord i la part convexa a l'est. Pot veure's que aquesta disposició permet aprofitar el sol del matí i genera un espai central protegit.
En el tobich es fan les representacions que ocorreran en el harra, allí s'ensenya, es discuteix, es norma i es controla, allí canten i oren llargament els shamanes i organitzen fins al mínim detall de la cerimònia. Segons referents actuals, el primer tobich va ser establert pels ahnapsoro cap a l'orient, en Nymych-wert (terra vermella), en un punt conegut com Karcha Balut (gran conchal) sobre el riu, avui Puerto 14 de Mayo. se situa quan molt a un quilòmetre de distància.
El harra era el cercle cerimonial on es representaven les danses sagrades. En un clar d'un bosc ple va ser instal·lat el primer harra pels ahnapzoro, Per a alguns relators tomáraho aquest harra primigeni estava situat a quaranta o cinquanta quilòmetres del tobich originari, cap al ponent, segons versions en el lloc actualment anomenat Caacupé. Actualment el harra pot estar situat a uns 100 metres del Lut en la direcció oest.
El camí que conduïa del Harra al tobich, anomenat tobich ibich, (o depich) era territori dels ahnapzöro, i podia ser utilitzat solament pels nagrab (homes adults), el Tobich era un lloc sagrat i estava vedat a les dones.
Igual que en els grups guaraníticos, els yshyr compartien el producte de la caça i la recol·lecció amb tota la seva comunitat. Els konzehet (xamans) eren els encarregats de la distribució. La carn era cuita i refredada, es llevava el greix i el Konzehet determinava els que rebien cada part, els talls més tendres i amb menys greix eren reservats als ancians.
En arribar a la pubertat (12 o 13 anys) els homes sortien solos a la muntanya i tornaven quan aconseguien caçar algun animal el qual compartien amb la comunitat convertint-se així en adults, llavors eren conduïts al tobich, educats en la cultura yshyr, i els eren revelats uns certs secrets, com el de l'extinció dels ahnapzöro.
Bruno Barrás (ybytoso) pertany a la comunitat de Potreritos, manté l'antiga tradició de poligàmia dels yshyr, té tres esposes. D'aquesta manera relatava Bruno l'estat de la cultura del seu poble:
«La mitologia ebytoso té tres poders: la deessa de l'aigua, el déu de l'aire i déu del bosc. A aquest nosaltres ho cridem Nemur i a la deessa de l'aigua, Eshnuwerta, que cuidava la vida dels animals aquàtics. I l'aire és de Pauchata.»
«Per als ishiros aquests grans mestres de la cultura indígena és una gran escola i el bosc, la mare naturalesa és una universitat, com l'home blanc ho diu. Nemur ensinistrava als homes com utilitzar els animals quadrúpedes i com utilitzar la flora. I Eshnuwerta ensenyava a tots els animals aquàtics i com utilitzar els peixos; en quina porció els dona al jove atleta, quins són els aliments de carn que poden utilitzar.»
«Això és una saviesa per a nosaltres. La deessa de l'aire, Pauchata, és la sentinella de l'aire i, també, de l'espai del vent. Hi ha predits dels tres. Deia Nemur que si els homes comencen a destruir la flora pot implicar pestilències o epidèmies gravíssimes a les nacions, siguin quals siguin. Perquè aquesta és la vida dels homes humans de la terra. Poden venir pestes rares per a atacar a l'ésser humà. La mateixa cosa Eshnuwerta dona el seu predit: si els ishiros no utilitzen bé als animals aquàtics, la naturalesa, la font dels cabals dels rius es negaran, es rebel·laran i hauran de sofrir les conseqüències de sequeres, inundacions, perquè els peixos també respiren de l'aire, com els humans.»
«I el predit de Pauchata és: quan els homes no cuiden al seu ambient, llavors el sol pot tornar-se cada vegada més furiós i poden venir les tempestes amb les seves grans velocitats a fregar nacions perquè sàpiga respectar l'aire on tots necessitem més que una altra cosa.»
«Quan els grans shamanes anaven ja desapareixent els yshir també ja anaven deixant aquests valors: era preocupació gran dels ancians. Avui entre els pocs que existeixen entre els ebytosos, vull felicitar i admirar especialment als tomárahos. Gràcies a ells, els ebytosos es van recordar d'elements importants que ells tampoc poden deixar en l'oblit d'aquesta bella cultura dels nostres avantpassats, que és una escola real.»

## Organització política tradicional
El duruk terk era el líder comunal del clan totèmic, i l'atribut amb el qual s'identificava era un xiulet de crani d'armadillo.
Quan un individu rebia una revelació o visió, o realitzava alguna proesa notable per a bé de la seva comunitat, podia convertir-se en konzehet, una espècie de xaman. Amb el transcurs del temps, pels seus coneixements o proeses, el konzehet podia arribar a convertir-se en konzehet bahlut, i formar part del konzaho deio (consell d'ancians, o grans xamans). Els atributs del konzehet bahlut eren el peikara (una espècie de sonall), i el bastó.
Les decisions eren preses pels pölohto hnedeio (Grans caps guerrers) dirigits pel pölohtet, que no era un superior, sinó més aviat un primus inter pares. Els atributs dels pölohto hnedeio eren el braçalet de plomes, i el xüap, un xiulet construït en pal sant. L'atribut que identificava al pölohtet era un braçalet de pell de yaguareté.
Els caps actuals són anomenats pölohto or ihorkoso (caps artificials) perquè no van ascendir per les vies tradicionals.

## Mitologia
Si bé els relats de tomáraho e ybytoso difereixen en molts aspectes, el «Gran Mite» yshyr pot resumir-se de la següent manera.
En ocasió d'estar viatjant per la selva, un grup de dones Yshyr es va trobar amb els ahnapzöro (o anapsoro), déus poderosos i terribles, d'aspecte estrany, que no tenien faccions al rostre. Cadascun d'ells posseïa caràcters peculiars diferents, estaven coberts de plomatges, pèls, o estranys colors. Els ahnapsoro van conviure després amb els yshyr, i els van ensenyar a caçar, a usar eines, i també els van iniciar en les seves cerimònies rituals.
Els ahnapzoro podrien situar-se en una classe de déus entre déus urànics i dema reunint característiques d'ambdós.
Després d'un temps la convivència entre homes i déus es va tornar difícil, fent crisi amb la mort d'alguns joves en les duríssimes cerimònies iniciàtiques. Llavors Eshönewörta (o Ashnuwerta), una de les principals ahnapzoro, els va indicar als yshyr la vulnerabilitat dels ahnapzoro perquè poguessin vèncer-los colpejant-los al turmell, ja que allí tenien la gola.
D'aquesta manera, els yshyr van exterminar als ahnapzöro, solament un va sobreviure a la massacre a més d'Eshönewörta, el temible Nemur, el qual, en estar a punt de ser aconseguit en la seva fugida, va prendre un caragol i va fer sorgir d'ell una forta correntada que va omplir el llit amb gran baluern, donant origen a l'actual riu Paraguai i llançant la maledicció d'exterminar als yshyr si abandonaven els rituals que els havien ensenyat.
En La maledicció de Nemur resideix, precisament, la funció social de l'art i el mite yshyr. Els homes havien descobert la vulnerabilitat dels seus déus i es venjaven d'ells, implacables. Nemur, l'últim ahnapsoro, aconsegueix escapar, però abans sosté aquest diàleg amb el seu perseguidor: «Podràs fugir, però el teu destí és quedar per sempre només», va dir Syr aturat sobre una riba del riu. «El teu poble és nombrós», contesta Nemur des de l'altra ribera, «però queda per sempre obligat a complir les paraules; de no fer-ho, les malalties, la fam i els enemics aniran acabant-lo fins que l'últim kytymáraha s'extingeixi».
Després de la matança, Eshönewörta va reunir els homes yshyr i els va donar indicacions per sobreviure a la maledicció de Nemur: Les dones no han d'assabentar-se de la desaparició dels ahnapzöro, i els homes hauran de reemplaçar-los en la dansa cerimonial, per a això Eshönewörta va formar els clans, cadascun dels quals estava encarregat de personificar durant el ritual en el harra a un dels ahnapzoro morts, imitant els seus colors, plomatges, i comportament.
Perquè les dones no s'assabentin de la desaparició dels ahnapzöro, cada punt algun guerrer es disfressa amb una màscara teixida amb tocats de plomes i les dues espases rituals de fusta i s'acosta al llogaret pel Tobich ibich per a espantar a les dones i recordar-los que aquest camí els està vedat.
Els yshyr també tenen una altra institució mítica fonamental que promou la utilització equilibrada dels recursos de l'hàbitat: la figura del Senyor dels Animals: Cada animal té el seu amo, (el seu "balut" o el seu advocat) que simultàniament facilita la caça i sanciona severament els seus excessos.
Els xamacocos col·loquen en el cim de la jerarquia celeste a la deessa Eschetewuarha, que, sent dona del Gran Esperit, el dominava i regnava sobre el món.